# بیریوسینسک
شهر بیریوسینسک (به روسی: Бирюсинск) در کشور روسیه و در اوبلاست ایرکوتسک واقع شده‌است.